# Alois Faigle
Francis Gerald Alois Faigle (ur. w 1898, zm. ?) – szwajcarski bobsleista, olimpijczyk.

## Występy na IO
| Rok  | Igrzyska Olimpijskie | Konkurencja             | Wyniki                                 |
| 1924 | Chamonix             | czwórki/piątki mężczyzn | DNS w 2, 3, 4 ślizgu; nieklasyfikowany |